# كأس تونس 1985–86
كأس تونس لكرة القدم 1985-1986 هو الموسم رقم 30 منذ الاستقلال وال55 منذ إنشائه من كأس تونس لكرة القدم.

فاز بهذا الموسم الترجي الرياضي التونسي، وجاء ثانيا النادي الإفريقي.

## روابط خارجية
- الموقع الرسمي للجامعة التونسية لكرة القدم.